# Kameanohirka, Iemilciîne
Kameanohirka (în ucraineană Кам`яногірка) este un sat în comuna Mokleakî din raionul Iemilciîne, regiunea Jîtomîr, Ucraina.

## Demografie
Componența lingvistică a localității Kameanohirka
     Ucraineană (98,79%)
     Rusă (1,21%)
Conform recensământului din 2001, majoritatea populației localității Kameanohirka era vorbitoare de ucraineană (98,79%), existând în minoritate și vorbitori de rusă (1,21%).